# Tachigali schultesiana
Tachigali schultesiana är en ärtväxtart som beskrevs av John Duncan Dwyer. Tachigali schultesiana ingår i släktet Tachigali och familjen ärtväxter. Inga underarter finns listade i Catalogue of Life.